# Medmassa proxima
Medmassa proxima là một loài nhện trong họ Corinnidae.
Loài này thuộc chi Medmassa. Medmassa proxima được Roger de Lessert miêu tả năm 1923.